# Al-Mundhir ibn al-Harith
Al-Mundhir ibn al-Ḥārith (in arabo المنذر بن الحارث‎, in greco Φλάβιος Ἀλαμούνδαρος; fl. VI secolo) è stato un filarca dei Ghassanidi dal 570 al 581.
Figlio di Al-Harith ibn Jabala, gli succedette come capotribù e sovrano degli arabi clienti ed alleati dell'Impero bizantino in Oriente, con il grado di patricius. Malgrado i successi conseguiti sui rivali Lakhmidi, vassalli e alleati dei Persiani Sasanidi, nel corso del regno di Mundhir le relazioni con Bisanzio furono tiepide a causa della sua adesione al miafisismo. Ciò portò alla completa rottura dell'alleanza nel 572, dopo la scoperta da parte di Mundhir dei piani orditi dai Bizantini per assassinarlo. Le relazioni con Bisanzio furono ripristinate nel 575 quando Mundhir riuscì a ottenere dall'Imperatore bizantino sia il riconoscimento del suo status regale sia un giuramento di tolleranza nei confronti della Chiesa Miafisita.
Nel 580 o 581 Mundhir prese parte a una fallimentare campagna militare diretta contro la capitale persiana, Ctesifonte, a fianco del generale bizantino (e futuro imperatore) Maurizio. Il fallimento della spedizione portò a una lite tra i due e Maurizio accusò Mundhir di tradimento. Agenti bizantini catturarono Mundhir, che fu portato a Costantinopoli ma non subì mai il processo. Il suo arresto provocò una insurrezione tra i Ghassanidi sotto la guida del figlio di Mundhir al-Nu'man VI. Quando Maurizio ascese al trono nel 582, Mundhir fu esiliato in Sicilia anche se, secondo una fonte, gli fu consentito di tornare nella sua patria dopo la caduta di Maurizio nel 602.
Mundhir fu l'ultimo importante sovrano ghassanide in quanto nel 584 i Bizantini disgregarono la federazione ghassanide. Comandante militare abile e vittorioso, il suo governo vide il rafforzarsi del miafisismo e una fioritura culturale tra gli Arabi sotto la sua autorità.

## Biografia

### Successione e inizio carriera
Mundhir era figlio di al-Harith ibn Jabala, sovrano della tribù dei Ghassanidi e supremo filarca dei foederati arabi sulla frontiera orientale dell'Impero bizantino. Situati sul versante meridionale della frontiera, i Ghassanidi fronteggiavano i Lakhmidi, un'altra potente tribù araba cliente del principale antagonista di Bisanzio, l'Impero persiano sasanide. Harith era stato elevato alla posizione di sovrano e filarca supremo dall'imperatore bizantino Giustiniano I (r. 527–565), allo scopo di creare una controparte potente ai sovrani lakhmidi. Mundhir era stato confermato erede di suo padre almeno fin dal 563, durante la visita di quest'ultimo a Costantinopoli, e gli succedette alla morte nel 569. Sembrerebbe che Mundhir avesse ereditato i titoli bizantini di suo padre uno per volta, dal momento che non erano ereditari: il grado di patricius, l'appellativo onorifico di paneuphemos (onorevolissimo) e il prestigioso onorifico gentilicium "Flavius", riservato agli imperatori bizantini e ai consoli.
Subito dopo la morte di Harith, il territorio ghassanide fu attaccato da Qabus ibn al-Mundhir, il nuovo sovrano lakhmide, che tentò così di approfittare della situazione. Le truppe di Qabus vennero tuttavia respinte da Mundhir che invase a sua volta il territorio lakhmide, ritirandosi con molto bottino. Durante la ritirata, i Ghassanidi inflissero una pesante sconfitta in battaglia ai Lakhmidi. In seguito a tale successo, Mundhir scrisse all'imperatore bizantino Giustino II (r. 565–578) chiedendo oro per i suoi uomini. Questa richiesta, secondo le fonti, fece infuriare Giustino, che inviò al suo comandante locale ordine di attirare il sovrano ghassanide in una trappola e di ucciderlo. Ma la lettera cadde nelle mani di Mundhir, che di conseguenza troncò le relazioni con l'impero rifiutando di assisterlo nella guerra con la Persia cominciata nel 572.

### Riappacificazione con Bisanzio

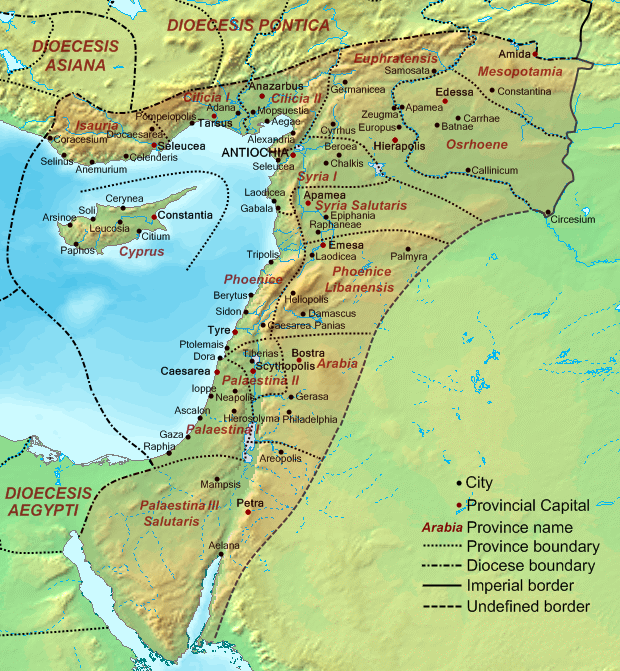
La Diocesi d'Oriente, dove i Ghassanidi erano attivi.

Dal momento che i Bizantini facevano affidamento sui Ghassanidi per la difesa della frontiera, la defezione di Mundhir lasciò sguarnito il settore meridionale del confine bizantino, situazione che persistette per tre anni fino al 575 quando Mundhir tornò al servizio dei Bizantini grazie alla mediazione del generale Giustiniano, che si incontrò con Mundhir a Sergiopolis. Immediatamente dopo tale riconciliazione, Mundhir allestì un esercito in segreto e sferrò un attacco ai danni di Hirah, la capitale lakhmide, una delle città arabe più grandi, prospere e più vibranti culturalmente dell'epoca. La città fu saccheggiata, devastata e data alle fiamme, a eccezione delle chiese. Secondo Giovanni da Efeso, Mundhir elargì buona parte dei proventi del bottino di questa spedizione ai monasteri e ai poveri. Nello stesso anno, Mundhir visitò Costantinopoli, dove ricevette una corona o un diadema (stemma), sancendo il formale rinnovo del suo ruolo come principale re cliente arabo di Bisanzio.
La guerra con la Persia fu interrotta con una tregua triennale concordata nel 575. Nel 578 le ostilità ripresero, ma le fonti coeve, sopravvissute soltanto in forma frammentaria, non menzionano alcuna partecipazione ghassanide per i primi due anni. Nel 580 Mundhir visitò nuovamente Costantinopoli. Arrivò nella capitale l'8 febbraio, accompagnato da due dei suoi figli, dove fu accolto con tutti gli onori dall'imperatore Tiberio II (r. 578-582). In questa occasione, oltre a diversi altri doni, ricevette anche una corona reale, in luogo della più semplice coroncina o diadema ricevuto in precedenza.
Durante la permanenza a Costantinopoli, Mundhir ottenne dall'imperatore il permesso di convocare un concilio ecclesiastico monofisita, che si tenne il 2 marzo 580. Questo concilio riuscì, seppur solo brevemente, a riconciliare le varie fazioni e sette dei Monofisiti. Si trattava di un obbiettivo per il quale Mundhir aveva lottato a lungo, come quando era intervenuto nella diatriba tra Giacomo Baradeo e Paolo il Nero, il monofisita patriarca di Antiochia.  Prima di lasciare la capitale imperiale, il sovrano ghassanide riuscì a ottenere il giuramento dall'imperatore che le persecuzioni dei monofisiti sarebbero cessate. Al ritorno in patria, Mundhir scoprì che i Lakhmidi e i Persiani avevano approfittato della sua assenza per devastarne i domini. Radunando le proprie truppe, il sovrano ghassanide si vendicò invadendo il loro territorio, sconfiggendoli e tornando carico di bottino.
Nell'estate del 580 o del 581, Mundhir si recò a Circesium sul fiume Eufrate, dove si unì alle truppe bizantine condotte dal nuovo magister militum per Orientem, Maurizio, per una campagna in profondità in territorio persiano. La coalizione si diresse verso sud lungo il fiume, accompagnata da una flotta. L'esercito alleato espugnò la fortezza di Anatha e avanzò fino a raggiungere la regione di Beth Aramaye nella Mesopotamia centrale, nelle vicinanze della capitale persiana Ctesifonte, ma scoprirono che il ponte sul fiume Eufrate era stato distrutto dai Persiani. Impossibilitati a marciare su Ctesifonte a causa della distruzione del ponte, furono costretti alla ritirata, anche perché nel frattempo il comandante persiano Adarmahan aveva approfittato dell'assenza dell'esercito bizantino per devastare indisturbato l'Osroene, saccheggiando peraltro la capitale provinciale Edessa. La ritirata risultò ardua per le truppe esauste, con Maurizio e Mundhir che si incolparono reciprocamente per il fallimento della spedizione. I due comandanti, malgrado i contrasti, cooperarono nel costringere Adarmahan al ritiro, e lo sconfissero nei pressi di Callinicum. Al ritorno nelle sue terre, Mundhir venne a conoscenza del fatto che una coalizione persiano-lakhmide si stava preparando a un ulteriore attacco ai danni del regno ghassanide. Senza perdere tempo li affrontò e lo sconfisse catturando l'accampamento nemico. Sarebbe stata la sua ultima vittoria.

### Arresto ed esilio
Malgrado i suoi successi, Mundhir fu accusato da Maurizio di tradimento. Maurizio insinuò che Mundhir avesse svelato i piani bizantini ai Persiani, e sarebbe per questo motivo che avrebbero distrutto il ponte sull'Eufrate. Il cronista Giovanni da Efeso definisce esplicitamente infondate o menzognere tali accuse, sostenendo che le intenzioni bizantine erano prevedibili ai comandanti persiani anche senza presunte spie. Sia Maurizio sia Mundhir scrissero lettere all'imperatore Tiberio, che tentò di riconciliarli. Infine Maurizio stesso visitò Costantinopoli, dove riuscì a persuadere Tiberio della colpevolezza di Mundhir. Le accuse di tradimento sono quasi universalmente respinte dagli storici moderni; secondo il parere di Irfan Shahîd esse furono probabilmente dovute alle antipatie che Maurizio provava nei confronti del veterano e militarmente vittorioso sovrano ghassanide, a cui andrebbero aggiunti i pregiudizi dei Bizantini nei confronti dei "barbari" Arabi, ritenuti dei traditori innati, nonché la profonda fede monofisita di Mundhir.
Tiberio ordinò l'arresto di Mundhir, al quale fu tesa una trappola: convocato a Costantinopoli per rispondere alle accuse di tradimento, Mundhir scelse un suo amico, il curator Magno, come difensore. Magno era probabilmente un bizantino, proveniente da Huwwarin (Evaria). Ivi aveva edificato una chiesa, e chiamò Mundhir affinché presenziasse con lui e con il patriarca di Antiochia Gregorio alla cerimonia di consacrazione. Mundhir arrivò con solo una piccola scorta e fu arrestato dalle truppe bizantine stazionate in segreto nel luogo. Fu trasferito a Costantinopoli, raggiunto lungo la via dalla moglie e da tre dei suoi figli. Nella capitale fu trattato bene da Tiberio, che gli concesse una residenza confortevole e un sussidio, ma gli negò una udienza. Irfan Shahîd ritiene che tale trattamento generoso, insieme al fatto che non fu processato per il suo presunto tradimento, indica che anche Tiberio non credesse alle accuse, ma ne avesse ordinato l'arresto principalmente per placare la potente fazione anti-monofisita nella capitale imperiale.
Nel frattempo, l'arresto di Mundhir provocò una rivolta condotta dai suoi quattro figli, tra cui spiccava il primogenito, Nu'man, un uomo descritto da Giovanni da Efeso come più abile e bellicoso di suo padre. Per due anni, l'esercito ghassanide sferrò incursioni nelle province bizantine dalle loro basi nel deserto, riuscendo finanche a sconfiggere e uccidere il dux bizantino di Arabia in una battaglia nei pressi di Bostra. Tiberio reagì proclamando un fratello calcedoniano di Mundhir sovrano dei Ghassanidi. Un imponente esercito alla testa di Magno fu spedito in oriente per annientare Nu'man e imporre suo zio come re ghassanide. Quest'ultima impresa riuscì, ma il nuovo re morì dopo appena venti giorni. Magno riuscì inoltre a sottomettere o a portare dalla propria parte alcune tribù arabe minori in funzione anti-ghassanide. Magno morì poco prima della morte dello stesso Tiberio ad agosto del 582, e, con l'ascesa al trono di Maurizio, Nu'man si recò a Costantinopoli nel tentativo di riconciliarsi con Bisanzio. Tuttavia fu arrestato, processato e condannato a morte, pena rapidamente commutata negli arresti domiciliari.
Mundhir rimase a Costantinopoli fino alla morte di Tiberio e l'ascesa di Maurizio per poi essere esiliato in Sicilia. È probabile la sua identificazione con l'"Alamundarus" ("Alamundaro") menzionato nel 600 da Papa Gregorio Magno, il che implicherebbe che fosse ancora vivo all'epoca. Una fonte siriaca del XIII secolo riporta che in seguito alla detronizzazione ed esecuzione di Maurizio nel 602, a Mundhir fu concesso il rientro in patria.

## Impatto
Mundhir per molti aspetti seguì le orme del padre. Fu alleato militarmente vittorioso dei Bizantini, soprattutto contro gli Arabi della tribù dei Lakhmidi, e tutelò la sicurezza del settore meridionale bizantino e i suoi interessi politici e commerciali nella stessa Arabia. Malgrado la sua fervente fede monofisita, rimase leale a Bisanzio che costituiva lo stato cristiano par excellence; come commenta Irfan Shahîd, l'immagine di sé di Mundhir potrebbe essere stata quella di un "sixth-century Odenathus fighting for the Christian Roman Empire, as his third-century predecessor had done for the pagan empire" ("Odenato del VI secolo combattente per l'Impero romano cristiano, come il suo predecessore del III secolo aveva fatto per l'Impero pagano"). Tuttavia, alla fine, il suo carattere indipendente e il ruolo di protettore della Chiesa Monofisita portarono alla sua caduta in disgrazia e al conseguente esilio. Nel contesto di una atmosfera nettamente pro-calcedoniana durante i regni di Tiberio II e di Maurizio, Mundhir non poteva contare su nessun appoggio influente a Costantinopoli, a differenza di suo padre Harith, che era protetto dall'imperatrice monofisita Teodora. L'arresto di Mundhir fu seguito dopo il 584 dalla disgregazione della federazione ghassanide in diversi domini di estensione minore. Si trattava di un evento fondamentale della storia delle relazioni tra Bizantini e Arabi: distrusse lo "scudo protettivo" di Bisanzio dalle incursioni provenienti dal deserto arabo, un errore per il quale i Bizantini avrebbero pagato caro all'inizio dell'espansione islamica. A ciò fece seguito, alcuni anni dopo, la distruzione del regno lakhmide per mano dei Persiani, che avrebbe provocato un vuoto di potere nell'Arabia settentrionale che il nascente stato musulmano avrebbe riempito più tardi. D'altra parte, le conquiste islamiche, insieme all'antecedente e distruttiva guerra trentennale con la Persia, erano ancora molto lontani nel 584, e la dissoluzione della federazione ghassanide potrebbe essere considerata semplicemente, secondo il parere dello storico Michael Whitby, l'eliminazione di un "over-successful quasi-client neighbour" ("vicino quasi-cliente troppo vittorioso"), che minacciava di diventare "too powerful for the good of its supposed patron" ("troppo potente per gli interessi del suo presunto protettore").
I Ghassanidi lasciarono anche un forte impatto culturale. Il loro patrocinio della Chiesa Siriaca Monofisita fu cruciale per la sua sopravvivenza e ripresa, e finanche per la sua diffusione, mediante attività missionarie, più a sud in Arabia. Secondo lo storico Warwick Ball, la promozione da parte dei Ghassanidi di una forma di cristianesimo più semplice e più rigidamente monoteista in un contesto specificatamente arabo si può dire avesse anticipato l'Islam. Il governo ghassanide fu artefice inoltre di un periodo di considerevole prosperità per gli Arabi ai confini orientali della Siria, come evidenziato dalla diffusione dell'urbanizzazione nonché dalle donazioni a diverse chiese, monasteri e altri edifici. Le descrizioni superstiti della corte ghassanide trasmettono una immagine di lussuria e di una vita culturale attiva, con un mecenatismo delle arti, della musica e soprattutto dei componimenti poetici in lingua araba. Secondo Ball, "the Ghassanid courts were the most important centres for Arabic poetry before the rise of the Caliphal courts under Islam" ("le corti ghassanidi erano i centri più importanti per la poesia araba prima del sorgere delle corti califfali sotto l'Islam"), e la loro cultura di corte, nonché il loro debole per i palazzi nel deserto come il Qasr ibn Wardan, funse da modello per i califfi umayyadi e la loro corte. Tra i resti architettonici risalenti al regno di Mundhir vi sono il castello di Dumayr e la cosiddetta ecclesia extra muros (odiernamente identificata con il praetorium, o sala per le udienze, di Mundhir) a Sergiopolis, dove sopravvive una iscrizione in greco elogiante Mundhir. Sergiopolis (odierna Rusafa) era un sito particolarmente significativo a causa della popolarità tra gli Arabi del culto di San Sergio, e divenne inoltre fulcro della posteriore attività edilizia umayyade.